# Zali Steggall

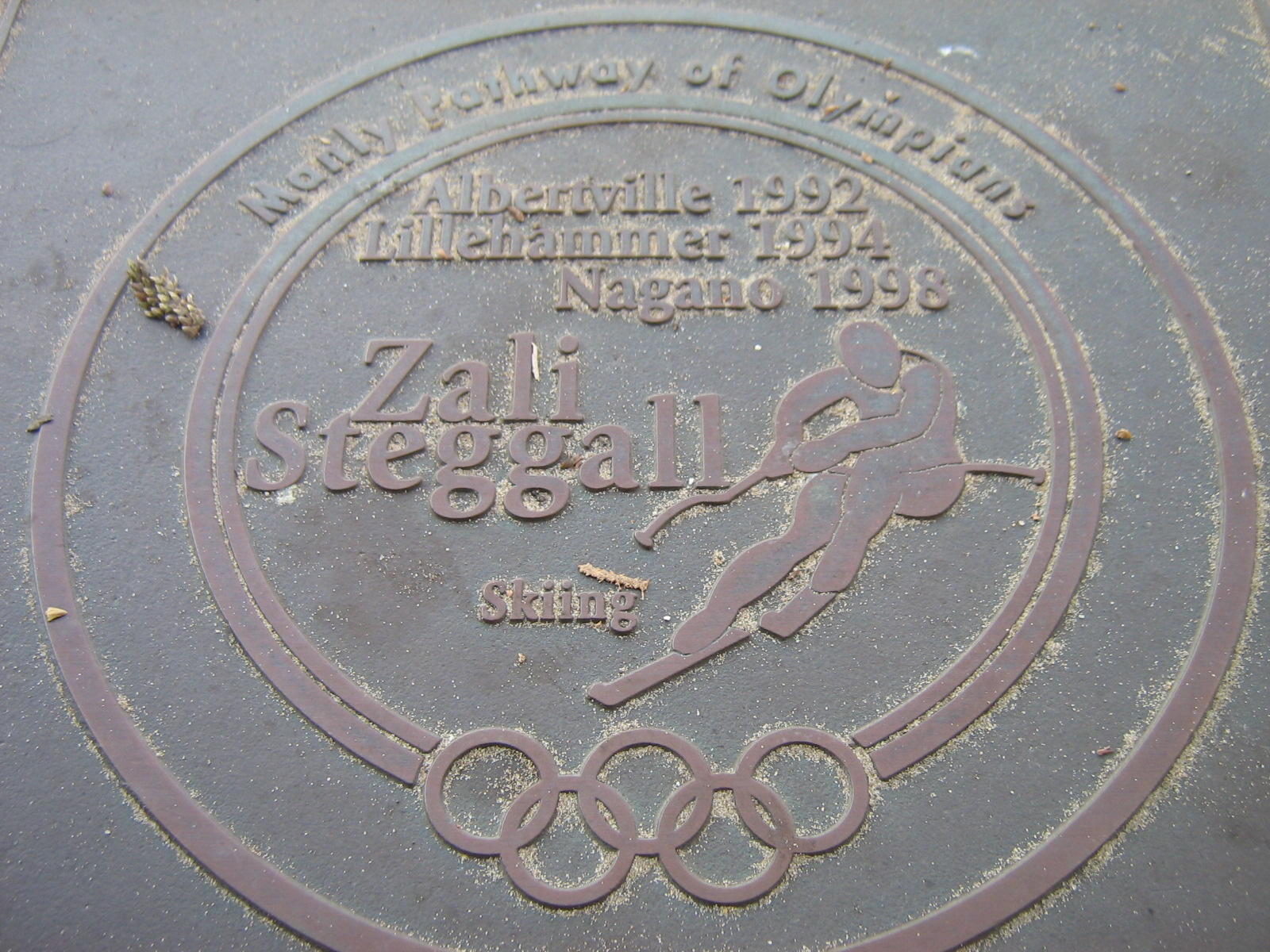
Tablica poświęcona Zali Steggall na Ścieżce Olimpijczyków w Manly.

Zali Steggall (ur. 16 kwietnia 1974 w Sydney) – australijska narciarka alpejska, brązowa medalistka olimpijska i mistrzyni świata.

## Kariera
Zali Steggall urodziła się w Australii, jednak wczesną młodość spędziła we Francji. W wieku 15 lat wróciła do Australii i szybko znalazła się w kadrze tego kraju. Już w 1992 roku wystąpiła na igrzyskach olimpijskich w Albertville, gdzie zajęła 23. miejsce w slalomie gigancie, a slalomu i kombinacji nie ukończyła. Startowała jeszcze na trzech kolejnych edycjach tej imprezy, największy sukces osiągając podczas igrzysk olimpijskich w Nagano w 1998 roku. Wywalczyła tam brązowy medal w slalomie, ulegając jedynie Niemce Hilde Gerg oraz Włoszce Deborze Compagnoni. Australijka uzyskała trzeci czas pierwszym przejeździe oraz czwarty w drugim, ostatecznie tracąc 0,26 sekundy do Gerg i 0,21 sekundy do Compagnoni. Był to pierwszy w historii medal zimowych igrzysk olimpijskich wywalczony przez sportowca z Australii. Na rozgrywanych rok później mistrzostwach świata w Vail/Beaver Creek zdobyła złoty medal w tej samej konkurencji. Wyprzedziła tam bezpośrednio Szwedkę Pernillę Wiberg i Trine Bakke z Norwegii.
W zawodach Pucharu Świata zadebiutowała 27 marca 1993 roku w Åre, zajmując dwudzieste miejsce w slalomie gigancie. Tym samym już w swoim debiucie zdobyła pierwsze pucharowe punkty. Na podium po raz pierwszy stanęła 23 listopada 1997 roku w Vail, gdzie zwyciężyła w slalomie. Wyprzedziła tam bezpośrednio Szwedkę Ylvę Nowén oraz Claudię Riegler z Nowej Zelandii. W kolejnych startach jeszcze wielokrotnie plasowała się w czołowej dziesiątce, jednak na podium stanęła tylko raz: 3 grudnia 1998 roku w Mammoth Mountain była druga w slalomie. Najlepsze wyniki osiągnęła w sezonie 1997/1998, kiedy zajęła 32. miejsce w klasyfikacji generalnej i dziewiąte w klasyfikacji slalomu.
W 2001 roku ukończyła studia prawnicze na Griffith University. W 2007 roku została odznaczona Order of Australia.

## Osiągnięcia

### Igrzyska olimpijskie
| Miejsce | Dzień     | Rok  | Miejscowość    | Konkurencja | Czas biegu | Strata | Zwyciężczyni       |
| ------- | --------- | ---- | -------------- | ----------- | ---------- | ------ | ------------------ |
| DNF     | 13 lutego | 1992 | Albertville    | Kombinacja  | 2,55 pkt   | -      | Petra Kronberger   |
| 23.     | 19 lutego | 1992 | Albertville    | Gigant      | 2:12,74    | +9,46  | Pernilla Wiberg    |
| DNF1    | 20 lutego | 1992 | Albertville    | Slalom      | 1:32,68    | -      | Petra Kronberger   |
| DNF     | 21 lutego | 1994 | Lillehammer    | Kombinacja  | 3:05,16    | -      | Pernilla Wiberg    |
| 24.     | 24 lutego | 1994 | Lillehammer    | Gigant      | 2:30,97    | +15,17 | Deborah Compagnoni |
| DNF     | 26 lutego | 1994 | Lillehammer    | Slalom      | 1:56,01    | -      | Vreni Schneider    |
| 3.      | 19 lutego | 1998 | Nagano         | Slalom      | 1:32,40    | +0,27  | Hilde Gerg         |
| DNF     | 20 lutego | 2002 | Salt Lake City | Slalom      | 1:46,10    | -      | Janica Kostelić    |

### Mistrzostwa świata
| Miejsce | Dzień     | Rok  | Miejscowość   | Konkurencja | Czas biegu | Strata | Zwyciężczyni       |
| ------- | --------- | ---- | ------------- | ----------- | ---------- | ------ | ------------------ |
| DNF1    | 1 lutego  | 1991 | Saalbach      | Slalom      | 1:25,90    | -      | Vreni Schneider    |
| DNF2    | 2 lutego  | 1991 | Saalbach      | Gigant      | 2:07,45    | -      | Pernilla Wiberg    |
| DNF     | 5 lutego  | 1993 | Morioka       | Kombinacja  | 3,39 pkt   | -      | Miriam Vogt        |
| 32.     | 9 lutego  | 1993 | Morioka       | Slalom      | 1:27,66    | +11,10 | Karin Buder        |
| 31.     | 10 lutego | 1993 | Morioka       | Gigant      | 2:17,59    | +9,75  | Carole Merle       |
| DNF1    | 24 lutego | 1996 | Sierra Nevada | Slalom      | 1:31,46    | -      | Pernilla Wiberg    |
| DNF1    | 5 lutego  | 1997 | Sestriere     | Slalom      | 1:43,88    | -      | Deborah Compagnoni |
| 1.      | 13 lutego | 1999 | Vail          | Slalom      | 1:33,97    | -      | -                  |
| DNF1    | 7 lutego  | 2001 | St. Anton     | Slalom      | 1:32,95    | -      | Anja Pärson        |
| 25.     | 9 lutego  | 2001 | St. Anton     | Gigant      | 2:19,01    | +9,71  | Sonja Nef          |

### Mistrzostwa świata juniorów
| Miejsce | Dzień     | Rok  | Miejscowość   | Konkurencja | Czas biegu | Strata | Zwyciężczyni    |
| ------- | --------- | ---- | ------------- | ----------- | ---------- | ------ | --------------- |
| 31.     | 25 lutego | 1992 | Maribor       | Zjazd       | 1:21,68    | +2,69  | Céline Dätwyler |
| 42.     | 26 lutego | 1992 | Maribor       | Supergigant | 1:20,66    | +6,84  | Regina Häusl    |
| 28.     | 27 lutego | 1992 | Maribor       | Gigant      | 1:56,37    | +5,66  | Regina Häusl    |
| 25.     | 29 lutego | 1992 | Maribor       | Slalom      | 1:17,03    | +6,06  | Urška Hrovat    |
| 18.     | 29 lutego | 1992 | Maribor       | Kombinacja  | ?          | ?      | Erika Hansson   |
| 28.     | 4 marca   | 1993 | Montecampione | Slalom      | 1:16,22    | +6,87  | Morena Gallizio |
| 46.     | 5 marca   | 1993 | Montecampione | Supergigant | 1:39,23    | +5,63  | Isolde Kostner  |
| 21.     | 7 marca   | 1993 | Montecampione | Gigant      | 2:06,03    | +4,87  | Karin Roten     |
| 18.     | 7 marca   | 1993 | Montecampione | Kombinacja  | ?          | ?      | Morena Gallizio |

### Puchar Świata

#### Miejsca w klasyfikacji generalnej
- sezon 1995/1996: 55.
- sezon 1996/1997: 65.
- sezon 1997/1998: 32.
- sezon 1998/1999: 46.
- sezon 1999/2000: 59.
- sezon 2000/2001: 63.
- sezon 2001/2002: 85.

#### Miejsca na podium
1. Park City – 23 listopada 1997 (slalom) – 1. miejsce
2. Mammoth Mountain – 3 grudnia 1998 (slalom) – 2. miejsce